# Eisenbahnunfall von Münchenstein

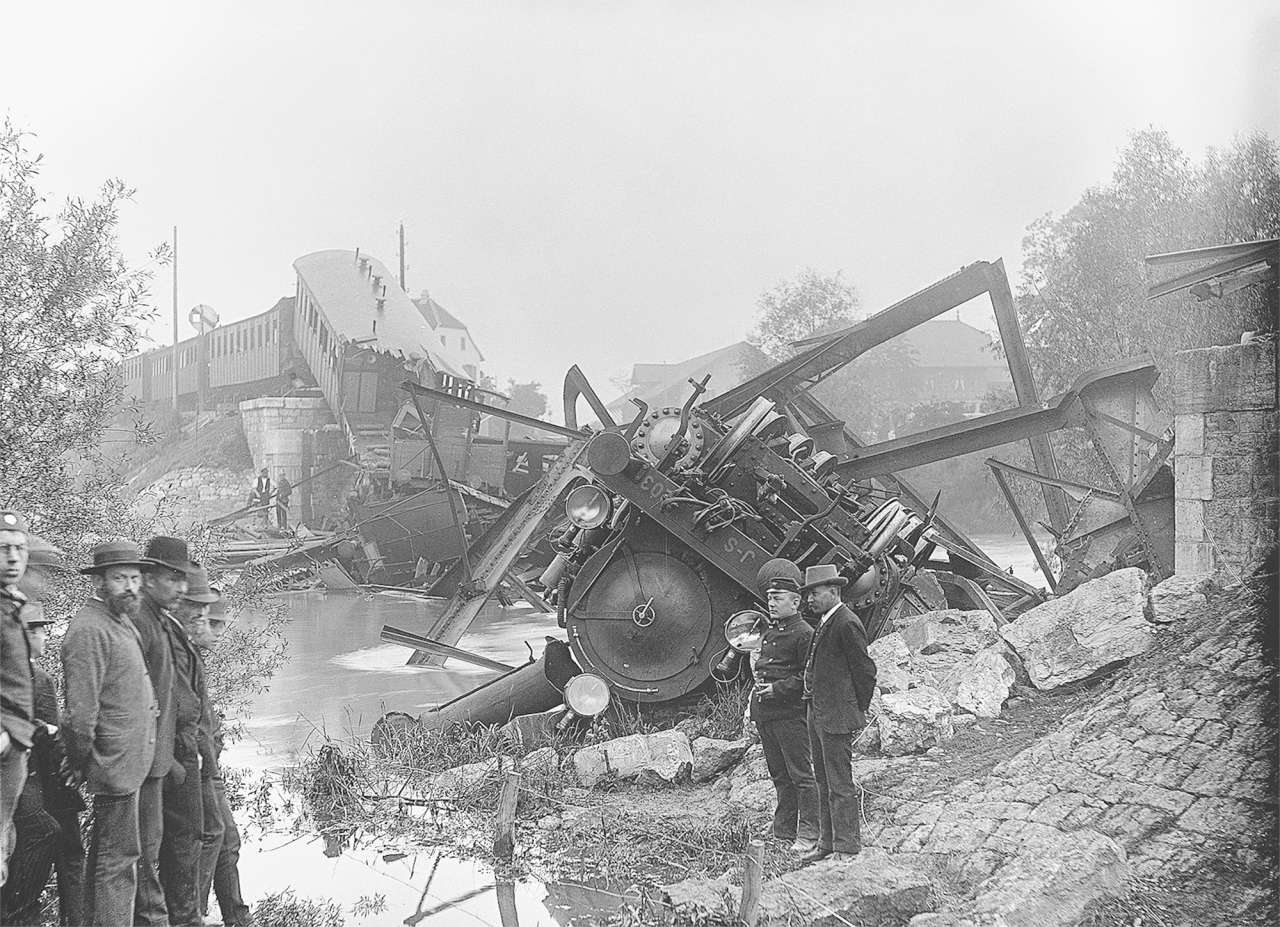
Helfer und Schaulustige am Unglücksort

Der Eisenbahnunfall von Münchenstein (Mönchenstein) am 14. Juni 1891 ist die bis heute grösste Eisenbahnkatastrophe der Schweiz.
Beim Einsturz der Eisenbahnbrücke über die Birs beim Bruckgut in Münchenstein (im Gebiet Birseck) bei Basel starben 73 Passagiere und 171 wurden verletzt. Ein Soldat starb an den Verletzungen, die er sich bei den Aufräumarbeiten zugezogen hatte.
In der Folge wurden Schweizer Eisenbahnbrücken systematisch untersucht und erste Baunormen geschaffen.

## Rahmenbedingungen

### Die Brücke
1874 wurde der Auftrag für den Bau einer eingleisigen Eisenbahnbrücke über die Birs für die Juralinie der Jura-Simplon-Bahn, einer Privatbahn, an das Unternehmen von Gustave Eiffel vergeben, ein junges Unternehmen, mit dem er aber bereits einige Eisenbahnbrücken und vier grössere Eisenbahnviadukte in Frankreich geplant und gebaut hatte. Der Vertrag mit der Jura-Simplon-Bahn sah schmiedeeiserne Parabelträger vor, erlaubte es Eiffel aber, im Einvernehmen mit der Bahndirektion Änderungen vorzunehmen.
Die schliesslich ausgeführte Brücke hatte parallelgurtige Fachwerkträger mit untenliegender Fahrbahn und einer Stützweite von 42 m und überquerte den Fluss unter einem Winkel von etwa 51°. Ihre Gleise lagen rund 5 m über dem Wasserspiegel. Unmittelbar hinter der Brücke verlief die Eisenbahnstrecke in einer Krümmung mit einem Bogenradius von 350 Metern. Deshalb war hier nur eine Geschwindigkeit von maximal 30 km/h zulässig. Diese Vorschrift wurde nach späteren Verstärkungen der Brücke aber als nicht mehr bestehend angesehen.
1875 vollendet und in Betrieb genommen, gab die Brücke keinen Anlass zu Klagen. Allerdings liess ein Hochwasser des überbrückten Flusses Birs 1881 die Widerlager der Brücke absinken. Die sichtbaren Schäden (z. B. lockere und gerissene Nieten) wurden schnell beseitigt und die Brücke wurde wenige Tage später wieder freigegeben. Das abgesunkene Widerlager wurde später korrigiert. Wegen der enorm gestiegenen Gewichte der Lokomotiven wurden 1890 Verstärkungen angebracht.

### Der Zug
Der verunglückte Personenzug war der Zug Nr. 174 der Jurabahn, der seine Fahrt im Bahnhof am Centralbahnplatz in Basel begann. Wegen hohen Fahrgastaufkommens am Unglückstag wurden noch im letzten Moment zwei weitere Reisezugwagen eingestellt und eine zweite schwere Lok vorgespannt. Der Zug führte somit hinter dem Tender der zweiten Lokomotive einen Gepäckwagen, zwei Reisezugwagen, einen Postwagen, einen Eilgutwagen und acht weitere meist vierachsige Reisezugwagen.
Im Untersuchungsbericht zum Unglück wurde die Anzahl der Reisenden in den zehn Personenwagen auf 530 bis 550 Personen geschätzt.

## Unfallhergang

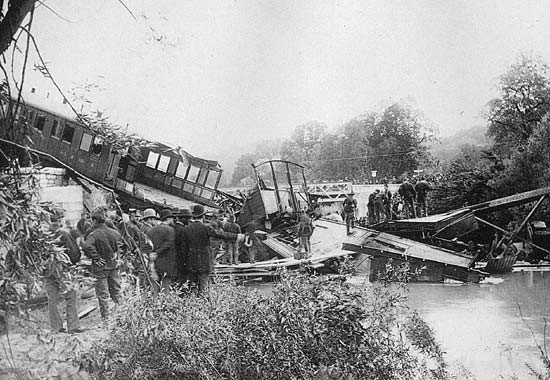
Der Unfallort

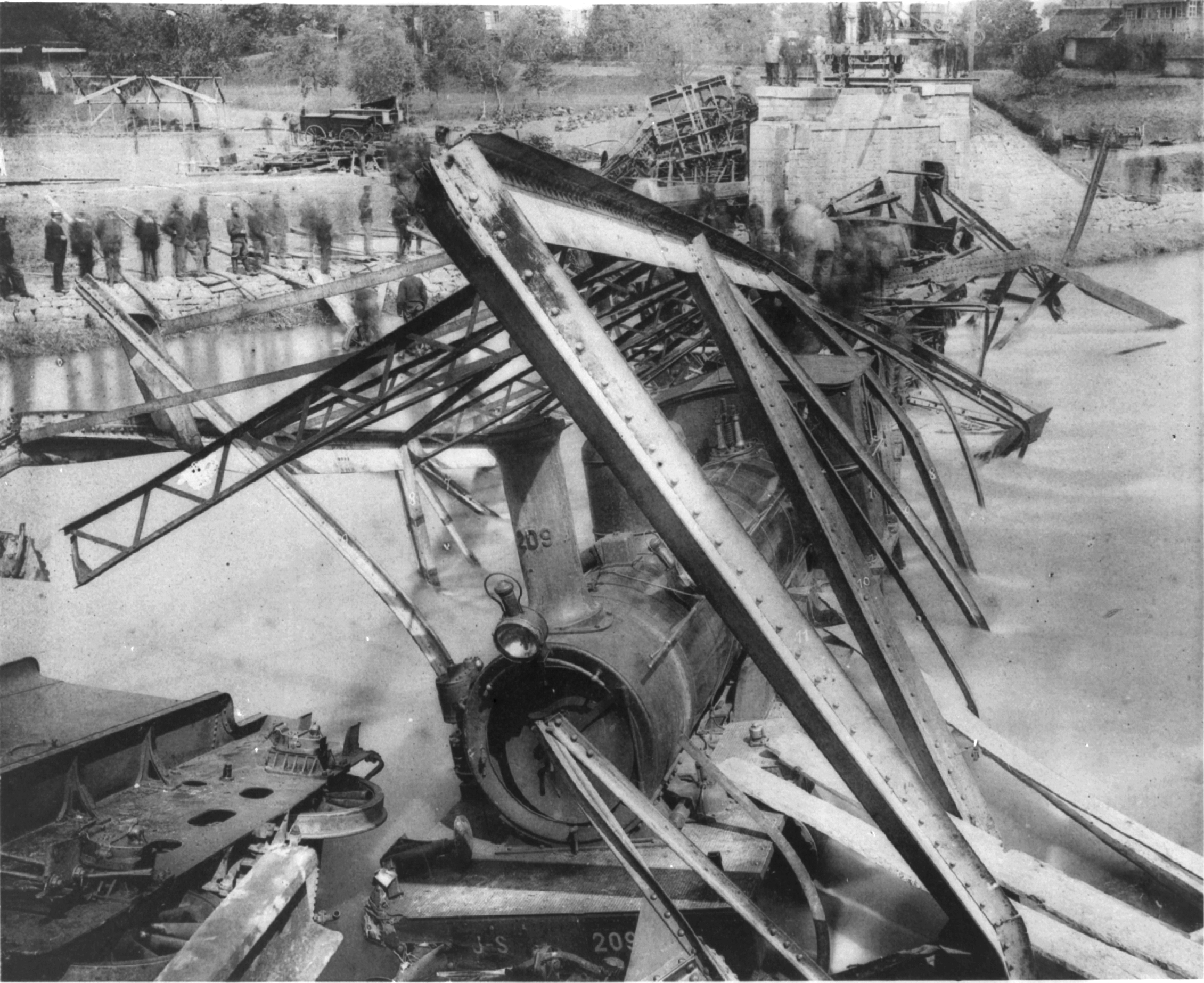
Die in die Birs gestürzten Lokomotiven

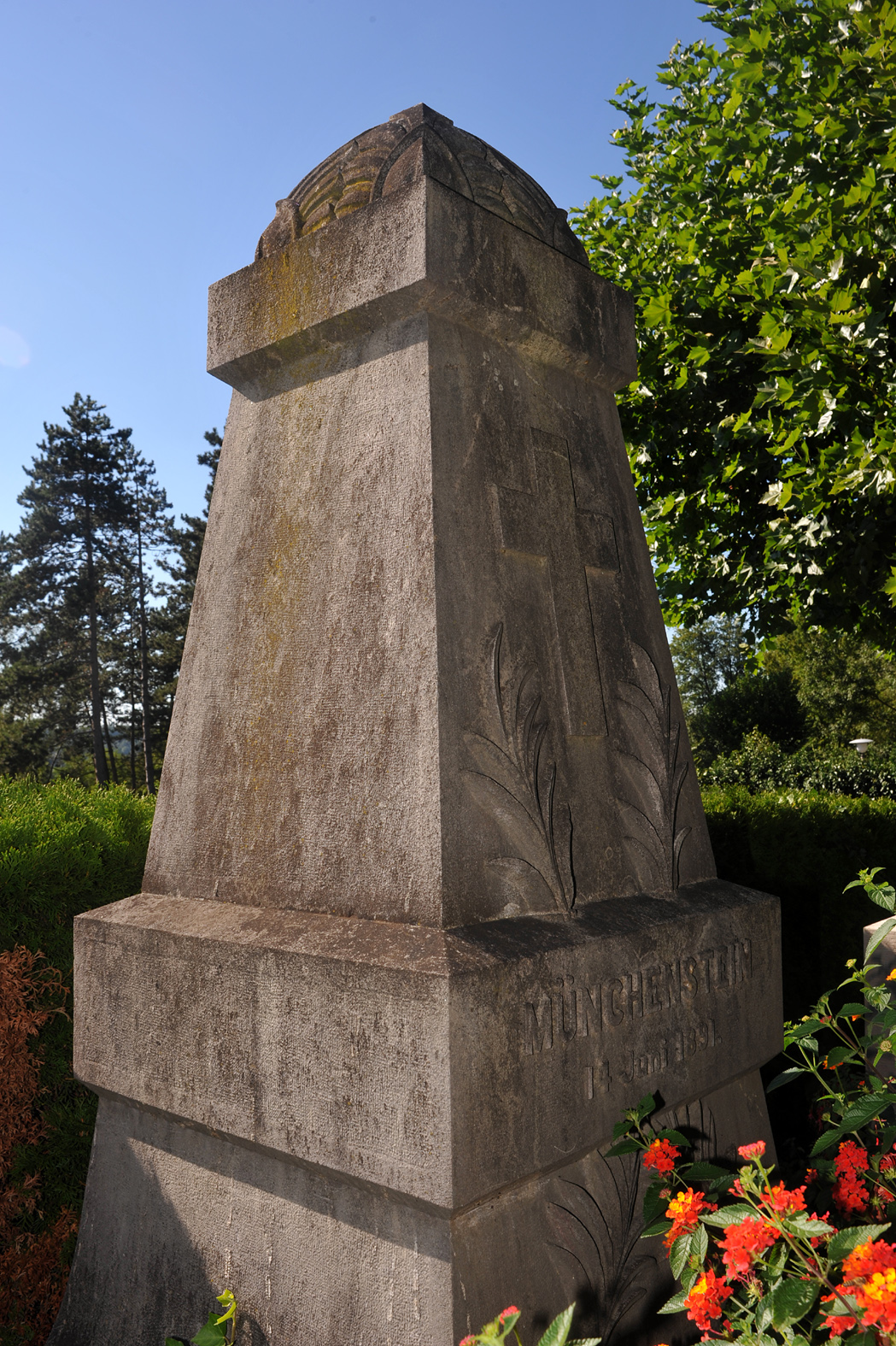
Gedenkstein

Der Personenzug Nr. 174 verliess am 14. Juni 1891 um 14:15 Uhr den Bahnhof am Centralbahnplatz in Basel. Als er mit einer Geschwindigkeit von 41 km/h an die Station Münchenstein heranfuhr und auf der unmittelbar davor liegenden Eisenbahnbrücke bremste, geriet das Bauwerk zunächst ins Schwanken und brach dann unter der Last der darauf wirkenden Kräfte und der Erschütterung zusammen, als die vordere Lokomotive das jenseitige Widerlager gerade erreicht hatte.
Der vordere Teil des Zuges, die zwei Lokomotiven, der Gepäckwagen, die zwei nachträglich eingestellten Personenwagen, Postwagen, Eilgutwagen und zwei weitere Reisezugwagen stürzten in die ziemlich hoch angestiegene Birs. Die beiden Reisezugwagen versanken sofort in den hohen Fluten des Flusses, ein Reisezugwagen blieb auf dem baselseitigen Widerlager hängen und wurde dabei zerrissen.
Die letzten fünf Personenwagen mit zahlreichen Passagieren blieben unversehrt auf den Gleisen stehen, weil Kupplungen und Bremsleitungen rissen und der Luftdruck zusammenbrach. Dadurch wurden die Druckluftbremsen sofort aktiviert und die hinteren Wagen zum Stehen gebracht, bevor sie in den Fluss fallen konnten. Die meisten Passagiere in diesen Wagen kamen mit dem Schrecken davon.
Der Unfallhergang mit Schilderungen von Augenzeugen hat 2023 mit einem Roman von Stefan Haenni Eingang in die deutschsprachige Belletristik gefunden.

## Folgen

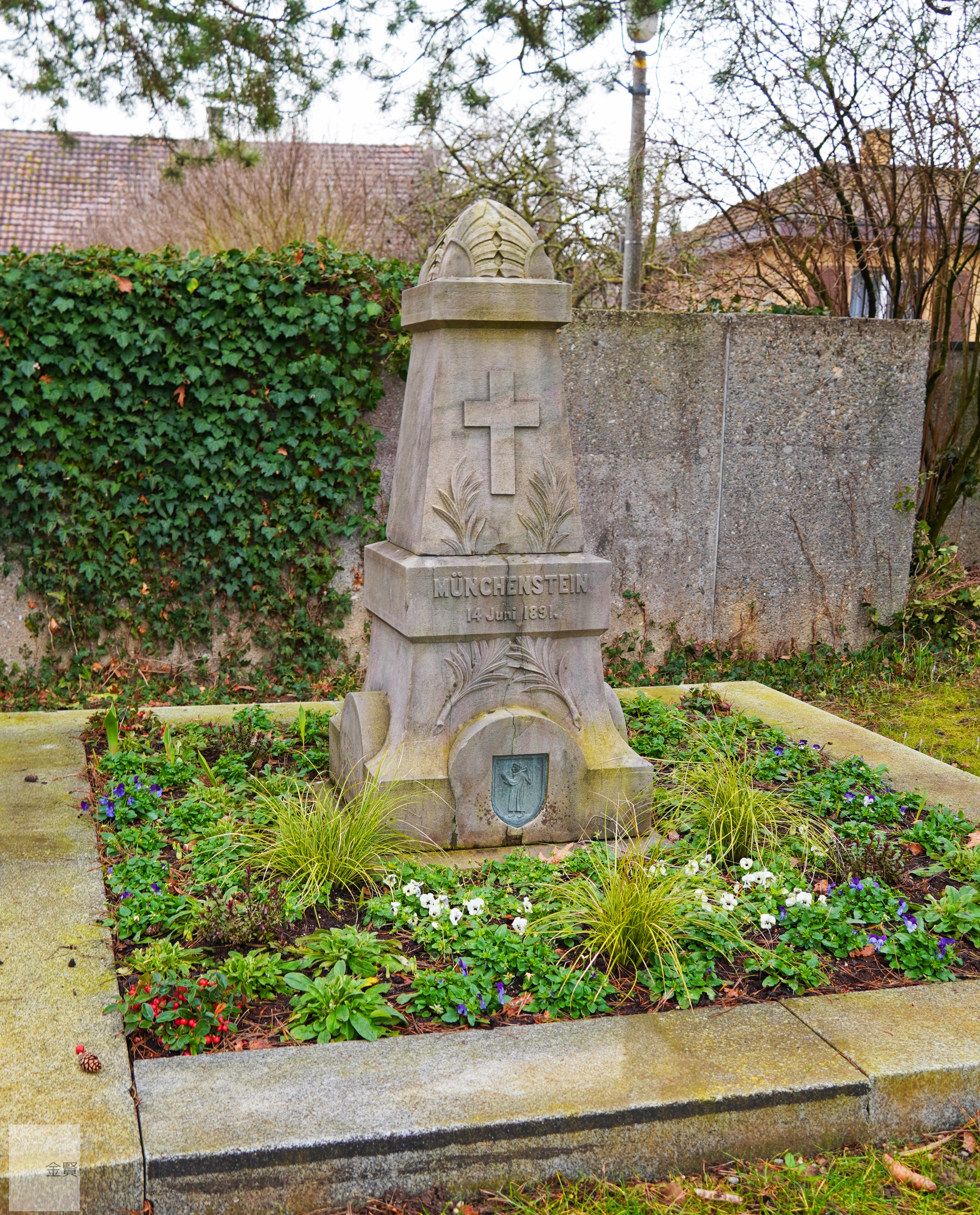
Gedenkstein im alten Dorffriedhof Reinach BL vom 14. Juni 1891

Am Tag nach dem Unfall drückten National- und Ständerat in speziellen Ansprachen den Angehörigen der Opfer ihr Mitgefühl aus. Am Mittwoch, dem 17. Juni 1891 wurden auf dem Friedhof von Münchenstein fünf der Todesopfer in einem Gemeinschaftsgrab unter grosser Anteilnahme beigesetzt. Die Angehörigen hatten eine Bestattung der Umgekommenen in der Gemeinde gewünscht, in der der Unfall geschehen war. Die Grabstelle, an der sie ihre letzte Ruhe fanden, wurde später mit einem Gedenkobelisken versehen. Die Jura-Simplon-Bahn hat den Gedenkobelisken gestiftet und er erinnert bis heute an die Eisenbahnkatastrophe von Münchenstein. Ein zweiter solcher Gedenkstein steht auf dem Dorffriedhof in Reinach BL.
Bereits ein Jahr später wurde die erste Schweizer Brückenbaunorm veröffentlicht. Ausserdem wurden sämtliche Eisenbahnbrücken der Schweiz überprüft, etliche mussten verstärkt werden.
Die Stiftung Hofmatt geht auf den Eisenbahnunfall zurück. Die reiche Basler Familie Zaeslin-Staehelin stiftete daraufhin ein Heim für Hinterbliebene und Rekonvaleszente, die Hofmatt. Diese wurde zum Beginn des 20. Jahrhunderts ein Altersheim.

## Untersuchungsergebnis und Gerichtsverfahren
Das Birshochwasser des Jahres 1881 hatte ein Absinken der Widerlager verursacht. Dabei erlitt die Brücke wohl auch statische Schäden, die zunächst unbemerkt blieben. Der Zug, der 25 % über der zulässigen Höchstgeschwindigkeit im Vorspann geführt wurde, übte beim Bremsen vor dem Bahnhof durch sein Gewicht und die relativ starke Bremsverzögerung so starke Kräfte auf das geschwächte Bauwerk aus, dass es unter der Last zusammenbrach. Mit dem Einsturz der Birsbrücke beschäftigten sich vor allem Karl Wilhelm Ritter (1847–1906) und Ludwig von Tetmajer (1850–1905), Professoren am Eidgenössischen Polytechnikum in Zürich. Deren Gutachten ergab, dass die Brücke aus Kostengründen schon vor dem Hochwasserschaden unzureichend konstruiert war, das verwendete Eisen überwiegend nicht die notwendige Festigkeit und Zähigkeit besass und zumindest ein Widerlager unterspült war, die Verstärkungsmassnahmen von 1890 die wesentlichen Strukturschwächen nicht beseitigt hatten, jedoch der Zug vor dem Einsturz der Brücke nicht entgleist war.
In einem Zivilverfahren schloss sich das in erster Instanz zuständige Zivilgericht des Kantons Basel-Stadt dieser Auffassung an und führte das Unglück auf eine grobe Fahrlässigkeit der Betreibergesellschaft zurück. Das Appellationsgericht des Kantons Basel-Stadt hielt dagegen die mangelhaften Reparaturarbeiten nach dem Hochwasser der Birs 1881 für entscheidend. Indem die Stahlträger der Brücke zunächst durch das Hochwasser abknickten und bei der Instandsetzung mechanisch zurückgebogen wurden, sei der Stahl entscheidend geschwächt worden, so dass die Brücke einstürzte. Das Schweizerische Bundesgericht entschied dagegen in letzter Instanz zugunsten der Eisenbahngesellschaft: Die leichte Bauweise der Brücke sei für das Unglück ebenso wenig verantwortlich wie eine mangelnde Bauüberwachung in der Folgezeit. Etwaige Schäden durch das Hochwasser von 1881 seien für die Verantwortlichen nicht erkennbar gewesen. Die Klägerin erhielt daher im Ergebnis nur ihre materiellen Schäden ersetzt, nicht aber eine durch die Vorinstanzen noch zugesprochene weitere Entschädigungssumme in Höhe von 20.000 CHF. Nach der Einholung von Gutachten verzichtete die zuständige Staatsanwaltschaft Basel-Land 1892 darauf, wegen des Eisenbahnunglücks Anklage zu erheben.
In der Folge beschloss der Nationalrat, die Haftpflicht von Eisenbahn- und Dampfschiffahrts-Unternehmen so zu erweitern, dass Verletzte oder ihre Angehörigen von Gerichten nach freiem Ermessen Entschädigungen selbst dann erhalten konnten, wenn keine Arglist oder grobe Fahrlässigkeit des Unternehmens vorgelegen hat. Die Entschädigungssumme konnte sogar über dem tatsächlich eingetretenen Vermögensschaden liegen.

## Unfall von internationaler Bekanntheit
Der Unfall mit über siebzig Todesopfern wurde nicht nur in Basel und im Baselbiet wahrgenommen. Es wurde über die Kantons- und Landesgrenzen hinaus zu einer Katastrophe internationaler Bekanntheit. Die internationale Presse wertete die Katastrophe von Münchenstein als „das grösste kontinentale Eisenbahnunglück“. Es gab damals nur einen vergleichbaren Unfall in der europäischen Eisenbahngeschichte – den Einsturz der Brücke über den Firth of Tay (1879).

## Literatur

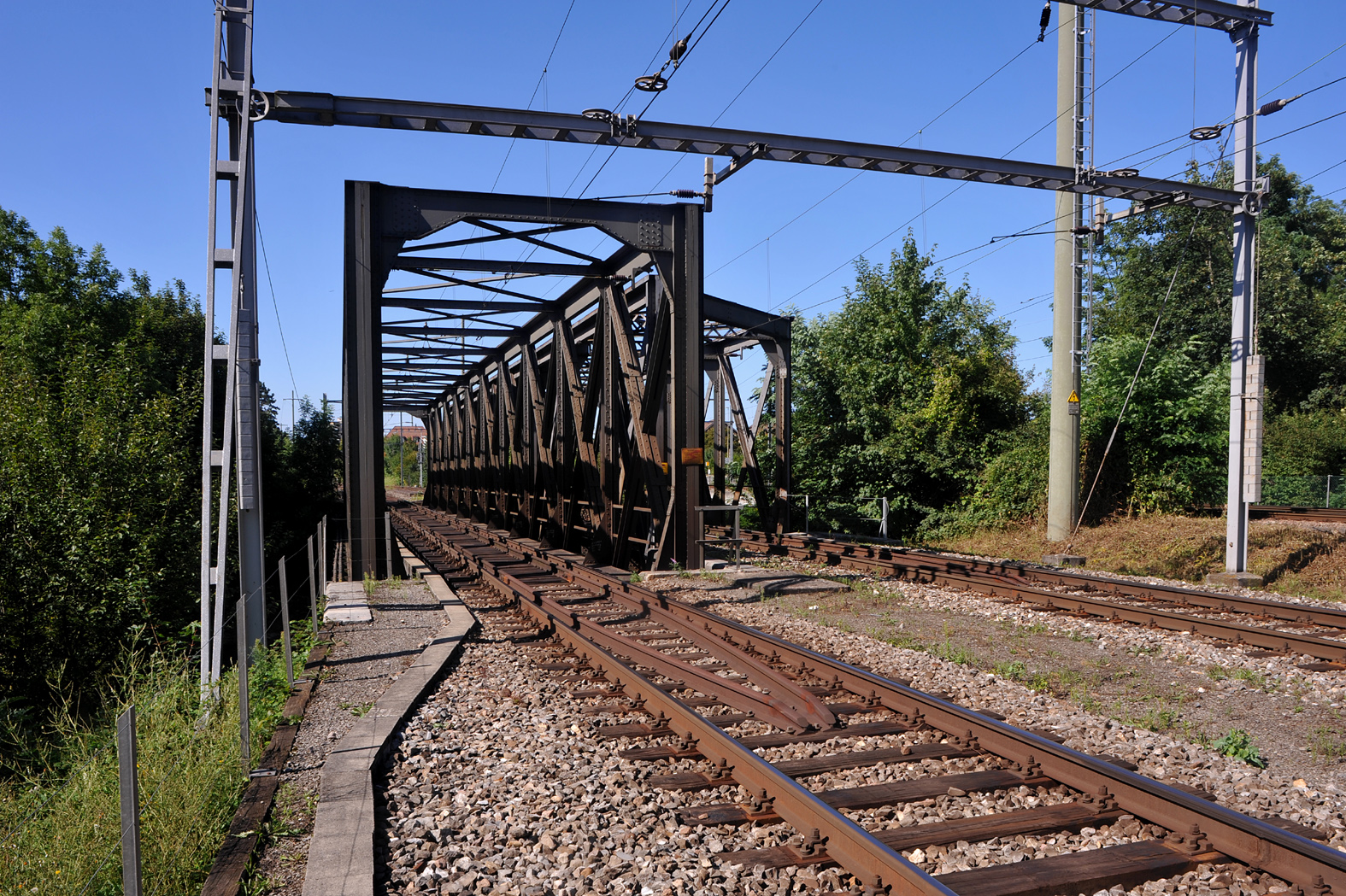
Die heutige Doppelbrücke